# Xã Westfield, Quận Fayette, Iowa
Xã Westfield (tiếng Anh: Westfield Township) là một xã thuộc quận Fayette, tiểu bang Iowa, Hoa Kỳ. Năm 2010, dân số của xã này là 297 người.